# Michelle Pfeiffer
Michelle Pfeiffer (Santa Ana, Kalifornija, 29. travnja 1958.), američka je glumica tri puta nominirana za Oscara.
Ima starijeg brata i dvije mlađe sestre, od kojih je jedna također glumica. Švicarskog i njemačkog je porijekla.
Maturirala je 1976., a 1978. pobijedila je na izboru za ljepotu. Filmsku karijeru započela je 1980. godine.
Udavala se dva puta te ima dvoje djece. Sadašnji muž joj je David E. Kelley.

## Životopis
Michelle Pfeiffer je američka glumica rođena 29. travnja 1958. godine u Santa Ani u Kaliforniji. Tijekom svoje karijere, Pfeiffer je postala jedna od najcjenjenijih glumica svoje generacije, a svojim nastupima na filmskom platnu osvojila je brojne nagrade.
Michelle Pfeiffer je započela svoju karijeru kao manekenka prije nego što je prešla na glumu. Njen prvi film bio je "Hollywood Knights" iz 1980. godine, ali veću slavujoj je donio film "Scarface" iz 1983. godine, u kojem je igrala suprugu glavnog lika kojeg je tumačio Al Pacino. Nakon toga, Michelle Pfeiffer je dobila brojne uloge u filmovima, uključujući "The Witches of Eastwick" (1987), "Dangerous Liaisons" (1988) i "Batman Returns" (1992), u kojem je igrala Ženu mačku.
Pfeiffer je dobila tri nominacije za Oscara, za najbolju sporednu glumicu u filmovima "Dangerous Liaisons" i "The Fabulous Baker Boys" (1989), te za najbolju glumicu u filmu "Love Field" (1992). Pored toga, osvojila je brojne druge nagrade, uključujući Zlatni globus i nagradu SAG.
U kasnijim godinama, Michelle Pfeiffer se okrenula ulogama u nezavisnim filmovima, uključujući filmove "Chéri" (2009) i "Where Is Kyra?" (2017). Također je igrala u brojnim blokbasterima, uključujući "Hairspray" (2007) i "Maleficent: Mistress of Evil" (2019).
Pored glume, Michelle Pfeiffer je bila poznata po svojoj ljepoti i stilu. Bila je zaštitno lice brojnih brendova, uključujući brend parfema "Claiborne", a također je bila i model za kampanje brendova kao što su "Max Mara" i "Versace". U 2018. godini, Pfeiffer je pokrenula vlastiti brend parfema pod nazivom "Henry Rose".
Pfeiffer je također aktivno uključena u humanitarne aktivnosti. Bila je ambasadorica dobre volje UNICEF-a od 2002. do 2009. godine, a također podržava mnoge druge organizacije, uključujući organizacije koje se bave borba protiv raka dojke i HIV/AIDS-a.

## Vanjske poveznice
|  | Zajednički poslužitelj ima stranicu o temi Michelle Pfeiffer    |
|  | Zajednički poslužitelj ima još gradiva o temi Michelle Pfeiffer |

- IMDb profil